# Manfred Füllsack
Manfred Füllsack (* 1960 in Wien) ist österreichischer Sozialwissenschaftler und Professor für Systemwissenschaften an der Universität Graz.

## Leben
Füllsack studierte Informatik, Philosophie, Soziologie, Mathematik und Musikwissenschaften an der Universität Wien. 1994 promovierte er im Fach Philosophie und habilitierte sich 2003 für das Fach Sozialphilosophie an der Universität Wien. Seit Februar 2012 ist er Professor für Systemwissenschaften am Institut für Systemwissenschaften, Innovations- und Nachhaltigkeitsforschung der Universität Graz.
Seine Arbeiten beschäftigen sich mit der Spiel- und Netzwerktheorie, Kybernetik, der Simulation komplexer Systeme, insbesondere Multi-Agenten-Simulation, künstlicher Intelligenz sowie der Soziologie und Ökonomie der Arbeit. Erste Bekanntheit erlangte Füllsack durch Veröffentlichungen und Vorträge zum Grundeinkommen.
Manfred Füllsack ist Mitglied im wissenschaftlichen Beirat des Netzwerk Grundeinkommen, der deutschen Organisation des Basic Income Earth Network (BIEN) für ein Bedingungsloses Grundeinkommen.

## Publikationen (Auswahl)
- Politische Kunst. Adorno im post-sowjetischen Kontext, Passagen Verlag, Wien, 1995, ISBN 978-3-85165-182-9
- Postsowjetische Gesellschaft. Desintegration, Marktwirtschaft, Nationalismus und die Stellung der Frau in Russland, Turia & Kant, Wien 1996, ISBN 3-85132-138-3.
- Leben ohne zu arbeiten? Zur Sozialtheorie des Grundeinkommens, Berlin 2002, ISBN 978-3930064076.
- Auf- und Abklärung. Grundlegung einer Ökonomie gesellschaftlicher Problemlösungskapazitäten, Aachen 2003, ISBN 978-3832209797.
- Zuviel Wissen? Zur Wertschätzung von Arbeit und Wissen in der Moderne, Berlin 2006, ISBN 3-930064-62-6.
- Verwerfungen moderner Arbeit. Zum Formwandel des Produktiven, Bielefeld 2008, ISBN 978-3899428742.
- Arbeit, UTB Reihe Nr. 3235, Stuttgart 2009, ISBN 978-3-8252-3235-1.
- Gleichzeitige Ungleichzeitigkeiten. Eine Einführung in die Komplexitätsforschung, Wiesbaden 2011, ISBN 978-3-531-17952-0.
- From Data to Intelligence. An Introduction to Machine Learning and Artificial Intelligence, Graz University Library Publishing 2024, eISBN 978-3-903374-31-7